# Partecipanti ai Campionati del mondo di ciclismo su strada 2022 - Gara in linea maschile Elite
Elenco dei partecipanti alla Gara in linea maschile Elite dei Campionati del mondo di ciclismo su strada 2022.
La Gara in linea maschile Elitè ai Campionati del mondo di ciclismo su strada 2022 è stata la novantacinquesima edizione della corsa. Alla competizione presero parte 50 squadre nazionali, per un totale di 169 ciclisti accreditati alla partenza.

## Corridori per squadra
| Francia     | Francia               | Francia     | Ecuador            | Ecuador               | Ecuador            | Belgio     | Belgio                | Belgio     |
| ----------- | --------------------- | ----------- | ------------------ | --------------------- | ------------------ | ---------- | --------------------- | ---------- |
| N°          | Ciclista              | Clas.       | N°                 | Ciclista              | Clas.              | N°         | Ciclista              | Clas.      |
| 1           | Julian Alaphilippe    | 51°         | 10                 | Jhonatan Narváez      | 32°                | 11         | Jasper Stuyven        | 47°        |
| 2           | Benoît Cosnefroy      | 26°         |                    |                       |                    | 12         | Nathan Van Hooydonck  | 43°        |
| 3           | Bruno Armirail        | R           | 13                 | Pieter Serry          | R                  |            |                       |            |
| 4           | Christophe Laporte    | 2°          | 14                 | Quinten Hermans       | 34°                |            |                       |            |
| 5           | Florian Sénéchal      | 90°         | 15                 | Remco Evenepoel       | 1°                 |            |                       |            |
| 6           | Pavel Sivakov         | 101°        | 16                 | Stan Dewulf           | 98°                |            |                       |            |
| 7           | Quentin Pacher        | 80°         | 17                 | Wout Van Aert         | 4°                 |            |                       |            |
| 8           | Romain Bardet         | 22°         | 18                 | Yves Lampaert         | 48°                |            |                       |            |
| 9           | Valentin Madouas      | 29°         |                    |                       |                    |            |                       |            |
| Spagna      | Spagna                | Spagna      | Paesi Bassi        | Paesi Bassi           | Paesi Bassi        | Slovenia   | Slovenia              | Slovenia   |
| N°          | Ciclista              | Clas.       | N°                 | Ciclista              | Clas.              | N°         | Ciclista              | Clas.      |
| 19          | Eduard Prades         | 87°         | 27                 | Bauke Mollema         | 25°                | 35         | David Per             | R          |
| 20          | Gotzon Martín         | R           | 28                 | Daan Hoole            | 99°                | 36         | Domen Novak           | R          |
| 21          | Iván García Cortina   | 11°         | 29                 | Dylan van Baarle      | 27°                | 37         | Jaka Primožič         | 68°        |
| 22          | Jesús Ezquerra        | 75°         | 30                 | Jan Maas              | 61°                | 38         | Jan Polanc            | 30°        |
| 23          | Marc Soler            | 82°         | 31                 | Mathieu van der Poel  | R                  | 39         | Jan Tratnik           | 12°        |
| 24          | Oier Lazkano          | R           | 32                 | Pascal Eenkhoorn      | 28°                | 40         | Tadej Pogačar         | 19°        |
| 25          | Roger Adrià           | 77°         | 33                 | Taco van der Hoorn    | R                  |            |                       |            |
| 26          | Urko Berrade          | R           | 34                 | Wout Poels            | 81°                |            |                       |            |
| Danimarca   | Danimarca             | Danimarca   | Gran Bretagna      | Gran Bretagna         | Gran Bretagna      | Colombia   | Colombia              | Colombia   |
| N°          | Ciclista              | Clas.       | N°                 | Ciclista              | Clas.              | N°         | Ciclista              | Clas.      |
| 41          | Alexander Kamp        | 57°         | 49                 | Ben Swift             | 79°                | 57         | Harold Tejada         | R          |
| 42          | Anthon Charmig        | 70°         | 50                 | Ben Tulett            | 14°                | 58         | Juan Sebastián Molano | R          |
| 43          | Jakob Fuglsang        | 56°         | 51                 | Ben Turner            | 100°               | 59         | Nairo Quintana        | 66°        |
| 44          | Magnus Cort Nielsen   | 35°         | 52                 | Connor Swift          | 103°               | 60         | Rodrigo Contreras     | R          |
| 45          | Mattias Skjelmose     | 10°         | 53                 | Ethan Hayter          | 9°                 | 61         | Sergio Higuita        | 31°        |
| 46          | Michael Mørkøv        | 55°         | 54                 | Fred Wright           | 53°                | 62         | Wilson Peña           | 93°        |
| 47          | Mikkel Bjerg          | 92°         | 55                 | Jake Stewart          | 102°               |            |                       |            |
| 48          | Mikkel Frølich Honoré | 15°         | 56                 | Luke Rowe             | R                  |            |                       |            |
| Australia   | Australia             | Australia   | Italia             | Italia                | Italia             | Svizzera   | Svizzera              | Svizzera   |
| N°          | Ciclista              | Clas.       | N°                 | Ciclista              | Clas.              | N°         | Ciclista              | Clas.      |
| 63          | Ben O'Connor          | R           | 71                 | Alberto Bettiol       | 8°                 | 79         | Fabian Lienhard       | 89°        |
| 64          | Heinrich Haussler     | 67°         | 72                 | Andrea Bagioli        | 46°                | 80         | Mauro Schmid          | 17°        |
| 65          | Jai Hindley           | 49°         | 73                 | Davide Ballerini      | 63°                | 81         | Silvan Dillier        | 38°        |
| 66          | Luke Plapp            | R           | 74                 | Edoardo Affini        | R                  | 82         | Simon Pellaud         | 88°        |
| 67          | Luke Durbridge        | R           | 75                 | Lorenzo Rota          | 13°                | 83         | Stefan Bissegger      | R          |
| 68          | Michael Matthews      | 3°          | 76                 | Matteo Trentin        | 5°                 | 84         | Stefan Küng           | 20°        |
| 69          | Nick Schultz          | 91°         | 77                 | Nicola Conci          | 33°                |            |                       |            |
| 70          | Simon Clarke          | 57°         | 78                 | Samuele Battistella   | 85°                |            |                       |            |
| Norvegia    | Norvegia              | Norvegia    | Germania           | Germania              | Germania           | Eritrea    | Eritrea               | Eritrea    |
| N°          | Ciclista              | Clas.       | N°                 | Ciclista              | Clas.              | N°         | Ciclista              | Clas.      |
| 85          | Alexander Kristoff    | 6°          | 91                 | Georg Zimmermann      | R                  | 97         | A. Gebreigzabhier     | R          |
| 86          | Anders Skaarseth      | 41°         | 92                 | Jannik Steimle        | 72°                | 98         | Biniam Girmay         | 54°        |
| 87          | Andreas Leknessund    | 94°         | 93                 | Jonas Koch            | R                  | 99         | Henok Mulubrhan       | R          |
| 88          | Rasmus Tiller         | 16°         | 94                 | Miguel Heidemann      | R                  | 100        | Merhawi Kudus         | 69°        |
| 89          | Sven Erik Bystrøm     | 37°         | 95                 | Nico Denz             | R                  | 101        | Metkel Eyob           | R          |
| 90          | Tobias Foss           | 84°         | 96                 | Nikias Arndt          | 52°                | 102        | Natnael Tesfatsion    | R          |
| Stati Uniti | Stati Uniti           | Stati Uniti | Portogallo         | Portogallo            | Portogallo         | Sud Africa | Sud Africa            | Sud Africa |
| N°          | Ciclista              | Clas.       | N°                 | Ciclista              | Clas.              | N°         | Ciclista              | Clas.      |
| 103         | Keegan Swenson        | 73°         | 108                | Ivo Oliveira          | 83°                | 112        | Daryl Impey           | 74°        |
| 104         | Kyle Murphy           | R           | 109                | João Almeida          | 60°                | 113        | Gustav Basson         | R          |
| 105         | Magnus Sheffield      | 78°         | 110                | Nelson Oliveira       | 44°                | 114        | Marc Pritzen          | R          |
| 106         | Neilson Powless       | 18°         | 111                | Rui Oliveira          | R                  |            |                       |            |
| 107         | Scott McGill          | 86°         |                    |                       |                    |            |                       |            |
| Canada      | Canada                | Canada      | Nuova Zelanda      | Nuova Zelanda         | Nuova Zelanda      | Polonia    | Polonia               | Polonia    |
| N°          | Ciclista              | Clas.       | N°                 | Ciclista              | Clas.              | N°         | Ciclista              | Clas.      |
| 115         | Derek Gee             | R           | 119                | James Fouché          | R                  | 120        | Łukasz Owsian         | 96°        |
| 116         | Matteo Dal-Cin        | R           |                    |                       |                    | 121        | Maciej Bodnar         | R          |
| 117         | Nickolas Zukowsky     | 36°         | 122                | Stanisław Aniołkowski | 76°                |            |                       |            |
| 118         | Pier-André Côté       | R           |                    |                       |                    |            |                       |            |
| Rep. Ceca   | Rep. Ceca             | Rep. Ceca   | Austria            | Austria               | Austria            | Kazakistan | Kazakistan            | Kazakistan |
| N°          | Ciclista              | Clas.       | N°                 | Ciclista              | Clas.              | N°         | Ciclista              | Clas.      |
| 123         | Jan Hirt              | R           | 126                | Felix Gall            | 97°                | 129        | Aleksej Lucenko       | 24°        |
| 124         | Michael Kukrle        | 59°         | 127                | Seb Schönberger       | 40°                | 130        | Vadim Pronskij        | R          |
| 125         | Zdeněk Štybar         | 42°         | 128                | Tobias Bayer          | 62°                | 131        | Jurij Natarov         | R          |
| Lettonia    | Lettonia              | Lettonia    | Lussemburgo        | Lussemburgo           | Lussemburgo        | Ungheria   | Ungheria              | Ungheria   |
| N°          | Ciclista              | Clas.       | N°                 | Ciclista              | Clas.              | N°         | Ciclista              | Clas.      |
| 132         | Emīls Liepiņš         | 58°         | 133                | Bob Jungels           | 45°                | 137        | Attila Valter         | 23°        |
|             |                       |             | 134                | Colin Heiderscheid    | R                  |            |                       |            |
| 135         | Kevin Geniets         | 21°         |                    |                       |                    |            |                       |            |
| 136         | Luc Wirtgen           | 95°         |                    |                       |                    |            |                       |            |
| Ucraina     | Ucraina               | Ucraina     | Argentina          | Argentina             | Argentina          | Slovacchia | Slovacchia            | Slovacchia |
| N°          | Ciclista              | Clas.       | N°                 | Ciclista              | Clas.              | N°         | Ciclista              | Clas.      |
| 138         | Vitaliy Novakovskyi   | R           | 140                | Eduardo Sepúlveda     | 71°                | 141        | Juraj Sagan           | R          |
| 139         | Vitalij Buc           | R           |                    |                       |                    | 142        | Marek Čanecký         | 65°        |
|             |                       |             | 143                | Matúš Štoček          | 64°                |            |                       |            |
| 144         | Peter Sagan           | 7°          |                    |                       |                    |            |                       |            |
| Mongolia    | Mongolia              | Mongolia    | Giappone           | Giappone              | Giappone           | Lituania   | Lituania              | Lituania   |
| N°          | Ciclista              | Clas.       | N°                 | Ciclista              | Clas.              | N°         | Ciclista              | Clas.      |
| 145         | B. Erdenebat          | R           | 147                | Yukiya Arashiro       | 39°                | 148        | Venantas Lašinis      | R          |
| 146         | Jambaljamts Sainbayar | R           |                    |                       |                    |            |                       |            |
| Svezia      | Svezia                | Svezia      | Panama             | Panama                | Panama             | Grecia     | Grecia                | Grecia     |
| N°          | Ciclista              | Clas.       | N°                 | Ciclista              | Clas.              | N°         | Ciclista              | Clas.      |
| 149         | Tobias Ludvigsson     | R           | 150                | Bolívar Espinosa      | R                  | 152        | Geórgios Boúglas      | R          |
|             |                       |             | 151                | Christofer Jurado     | R                  |            |                       |            |
| Marocco     | Marocco               | Marocco     | Israele            | Israele               | Israele            | Uzbekistan | Uzbekistan            | Uzbekistan |
| N°          | Ciclista              | Clas.       | N°                 | Ciclista              | Clas.              | N°         | Ciclista              | Clas.      |
| 153         | Achraf Ed Doghmy      | R           | 154                | Guy Sagiv             | R                  | 155        | Muradjan Khalmuratov  | R          |
| Turchia     | Turchia               | Turchia     | Brasile            | Brasile               | Brasile            | Ruanda     | Ruanda                | Ruanda     |
| N°          | Ciclista              | Clas.       | N°                 | Ciclista              | Clas.              | N°         | Ciclista              | Clas.      |
| 156         | Mustafa Sayar         | R           | 157                | Nícolas Sessler       | R                  | 158        | Eric Manizabayo       | R          |
|             |                       |             |                    |                       |                    | 159        | Moise Mugisha         | R          |
| Tailandia   | Tailandia             | Tailandia   | Serbia             | Serbia                | Serbia             | Hong Kong  | Hong Kong             | Hong Kong  |
| N°          | Ciclista              | Clas.       | N°                 | Ciclista              | Clas.              | N°         | Ciclista              | Clas.      |
| 160         | P. Chawchiangkwang    | R           | 162                | Ognjen Ilić           | R                  | 163        | Choy Hiu Fung         | R          |
| 161         | Sarawut Sirironnachai | R           |                    |                       |                    |            |                       |            |
| Cina        | Cina                  | Cina        | Corea del Sud      | Corea del Sud         | Corea del Sud      | Monaco     | Monaco                | Monaco     |
| N°          | Ciclista              | Clas.       | N°                 | Ciclista              | Clas.              | N°         | Ciclista              | Clas.      |
| 164         | Nazaerbieke Bieken    | R           | 166                | Jang Kyung-gu         | R                  | 167        | Antoine Berlin        | R          |
| 165         | Lü Xianjing           | R           |                    |                       |                    |            |                       |            |
| Malta       | Malta                 | Malta       | Città del Vaticano | Città del Vaticano    | Città del Vaticano |            |                       |            |
| N°          | Ciclista              | Clas.       | N°                 | Ciclista              | Clas.              |            |                       |            |
| 168         | Daniel Bonello        | R           | 169                | Rien Schuurhuis       | R                  |            |                       |            |